# Albert de Theux de Meylandt
Pour les articles homonymes, voir Theux (homonymie).
Albert-Marie-Joseph de Theux de Meylandt, né le 26 novembre 1853 à Bruxelles et mort le 16 décembre 1915 à Bruxelles, est un homme politique belge. Docteur en droit de l’université de Louvain, il a été conseiller communal, conseiller provincial de Beeringen,  membre de la Chambre des représentants de 1892 à 1908 et bourgmestre de Heusden de 1879 jusqu'à sa mort.

## Biographie
Fils du comte Barthélemy de Theux de Meylandt, chef de gouvernement, Albert de Theux de Meylandt a grandi avec ses quatre sœurs au château de Meylandt.
Après la mort de son père en 1874, il entre en politique.  En 1875, il est élu au conseil provincial du Limbourg et en 1892, il remplace son siège au conseil provincial par un siège à la Chambre des représentants.  Il est resté membre du Parlement jusqu'en 1908.
En 1879, il devient bourgmestre de Heusden après la mort subite de Jan Michel Huybrechts, qui occupait ce poste depuis 44 ans.  Au cours des 36 années de son mandat, plusieurs écoles catholiques sont établies dans le village, les lignes de tramway reliant Léopoldsbourg à Hasselt sont construites, ainsi qu'un nouvel hôtel de ville.

## Mandats
- Conseiller provincial de Limbourg : 1875-1892
- Conseiller communal de Heusden : 1878
- Bourgmestre de Heusden : 1878-1915
- Conseiller provincial de Limbourg : 1880-1892
- Membre de la Chambre des représentants de Belgique : 1892-1908

## Vie privée
En 1888, le comte Albert de Theux épousa la baronne Marie Goffinet (1860-1938), fille du baron Adrien Goffinet, aide de camp du roi Léopold II. Le couple n'a pas eu d'enfants.

## Sources
- P. Van Molle, Het Belgisch parlement, p. 120.
- Le Parlement belge, 1831-1894, p. 242.

- Ressource relative à plusieurs domaines :   - ODIS